# 這個不能播！
《這個不能播！》是由真船佳奈創作的日本漫畫作品，為她擔任電視節目助理導演（AD）時的隨筆漫畫，在電視節目製作人佐久間宣行的宣傳下受到注目，得以在2017年10月20日出版實體書。漫畫出版後即有再版，也讓它的續作《這個不能播！Deep》得以由2019年1月8日起在朝日新聞出版的漫畫網站「Sonorama Plus」（ソノラマプラス）上連載。改編電視動畫將由2022年1月起於東京電視網、BS東視等首播。

## 外部連結
- 真船佳奈的X（前Twitter）（日語）
- 電視動畫官方網站（日語）